# The Outsiders (groupe néerlandais)
Pour les articles homonymes, voir Outsiders.
The Outsiders est un groupe néerlandais de garage rock, actif entre 1964 et 1969. Ces dernières années, l'héritage musical du groupe a franchi les frontières, et The Outsiders sont reconnus comme un exemple distinctif du genre garage rock.

## Histoire
The Outsiders assure la première partie du deuxième concert des Rolling Stones aux Pays-Bas. En raison du chaos qui règne au Kurhaus en 1964, Paul Acket a organisé ce concert au Brabanthallen à Bois-le-Duc, le 26 mars 1966. Hitweek (le magazine spécialisé pour les travailleurs en manque de cheveux longs) écrit que the Outsiders sont meilleurs que les Stones, et de nombreux fans sont d'accord. The Outsiders fait alors une percée nationale. Le groupe signe déjà un contrat avec le label OpArt de Muziek Expres, et enregistre You Mistreat Me et I Love Her Still, I Always Will. Ces titres ne sont pas des succès, mais ils permettent au groupe de signer un contrat avec Relax, le label de Willem Duys. Lying All the Time, qui suit, se retrouve en bonne place dans les hit-parades, suivi de Touch, la chanson la plus connue de The Outsiders. Parmi les autres succès, citons Keep on Trying, Monkey on Your Back et Summer Is Here. 
Il y a un renouveau au milieu des années 1980 lorsque Tax et Busch se produisent avec des musiciens invités sous le nom de The Outsiders. Frank Beek décède en 1985.
Après le Summer of Love, de nombreux groupes nederbeat tombent en disgrâce, y compris the Outsiders. Les singles ultérieurs des Outsiders n'ont pas atteint les sommets des hit-parades, et il s'est ensuivi des changements de personnel, des frictions, une mauvaise promotion et des problèmes de gestion. Les expérimentations et les changements de style musical, bien qu'ils soient aujourd'hui bien accueillis par la critique, aliènent les fans du groupe. Le groupe commence à tenter des coups d'éclat dans l'espoir de susciter l'intérêt, notamment en s'habillant en costumes médiévaux et en organisant une coupe de cheveux pour Wally Tax à la télévision néerlandaise.
À l'automne 1969, Ronnie Splinter abandonne la musique. Le groupe se sépare, Tax et Busch formant ensuite Tax Free,. 

## Discographie

### Albums studio
- 1967 : Outsiders (12" LP, Relax)
- 1967 : Outsiders Songbook (12" LP, Teenbeat)
- 1968 : C.Q. (12" LP, Polydor)
- 1972 : The Outsiders (12" LP, Imperial)
- 1989 : Finishing Touch (CD, EMI)
- 1993 : C.Q. (Complete Polydor Tapes) (+5) (CD, Pseudonym)
- 1994 : C.Q. Sessions (2CD, Pseudonym)
- 1994 : Outsiders (+7)  (CD, Pseudonym)
- 1995 : Strange Things Are Happening: The Complete Singles 1965-69 (CD, RPM)
- 2001 : C.Q. (+5) (CD, Pseudonym)
- 2002 : The Very Best Album Ever' (CD, EMI)
- 2002 : Singles A's & B's  (2CD, Hunter Music)
- 2004 : Outsiders + CQ (CD, Hunter Music)
- 2006 : The Outsiders/Wally Tax: Live 1968-2002 (CD, Fonos)
- 2008 : 50 Jaar Nederpop - Classic Bands (CD, Universal Music Group)
- 2010 : Afraid of the Dark (double LP, Pseudonym)
- 2010 : Beat Legends (CD, Pseudonym)

### Singles
- 1965 : You Mistreat Me / Sun's Going Down (7" single, Muziek Express)
- 1966 : Felt Like I Wanted to Cry / I Love Her Still, I Always Will (7" single, Muziek Express)
- 1966 : Lying All the Time / Thinking About Today (7" single, Relax)
- 1966 : Keep On Trying / That's Your Problem (7" single, Relax)
- 1966 : Touch / The Ballad of John B. (7" single, Relax)
- 1967 : Monkey on Your Back / What's Wrong With You  (7" single, Relax)
- 1967 : Summer Is Here / Teach Me to Forget You  (7" single, Relax)
- 1967 : I've Been Loving You So Long / I'm Only Trying to Prove to Myself, That I'm Not Like Everybody Else  (7" single, Relax)
- 1967 : Don't You Worry About Me / Bird In a Cage  (7" single, Relax)
- 1968 : Cup Of Hot Coffee / Strange Things Are Happening  (7" single, Relax)
- 1968 : I Don't Care / You Remind Me (7" single, Polydor)
- 1969 : Do You Feel Allright / Daddy Died on Saturday (7" single, Polydor)
- 1973 : Touch / Monkey On Your Back + Lying All The Time (7" EP - Imperial)
- 1994 : M.A. Song (7"FD - I GO APE)
- 1994 : Lying All The Time + Talk To Me / If You Don't Treat Me Right + I Want To Know (7"EP - Beat Crazy)
- 2010 : You Mistreat Me + Sun's Going Down + Thinking About Today (Previously Unreleased Live Version) / Felt Like I Wanted To Cry + I Love Her Still, I Always Will (10" EP, Pseudonym)